# Catedral del Sagrado Corazón (Fairbanks)
La Catedral del Sagrado Corazón  es una catedral de la Iglesia católica en los Estados Unidos. En ella se encuentra la sede episcopal del obispo de la Diócesis de Fairbanks. Está localizada en la Ciudad de Fairbanks en el estado de Alaska.

## Historia
La ceremonia de la colocación de la primera piedra para construir la iglesia, tuvo lugar en mayo de 1962. Según el periódico local el Fairbanks Daily News Miner, el edificio "empezó a construirse lentamente debido a la disponibilidad de los fondos y la oferta de trabajo voluntario". Fr. James Spils, SJ, conocido como "constructor de Dios", de acuerdo a los registros de los archivos del Pastor de Alaska, se convirtió en superintendente de la construcción. Seminaristas de "Fuera" también fueron contratados para el proyecto de construcción.
Antes de que se construyera la catedral, y posteriormente completada en 1966, la Iglesia Inmaculada Concepción sirvió como Catedral. Fr. Edmund Anable, S.J., fue Rector y Pastor. Fr. John Gurr, SJ, fue nombrado Rector de la Catedral en 1967 y Fr. John McBride, SJ, fue nombrado como el Pastor de la Inmaculada Concepción. En 1968, el Reverendo Robert Whelan, SJ, se convirtió en el Pastor de la Inmaculada Concepción y Rector de la Catedral. El 1 de enero de 1969, la parroquia Fairbanks fue canónicamente dividida en dos entidades separadas: la Catedral del Sagrado Corazón y la Parroquia Inmaculada Concepción. Fr. Francis Mueller, SJ, fue nombrado Administrador Parroquial de la Catedral del Sagrado Corazón. Fr. Francis McGuigan, SJ, se convirtió en el primer pastor oficial de la Catedral el 15 de agosto de 1969. Fue durante su mandato que se hizo un Consejo Parroquial. 
Unos pocos años antes, y antes de las dos parroquias Fairbanks fueran divididas canónicamente, la Parroquia del Consejo había sido elegida para ambas parroquias, conocido como un órgano que asesora a dos iglesias. Cabe señalar que Mike Kelly, junto con Robert Betz y Richard Greuel fueron algunos de los principales organizadores del primer Consejo Parroquial. Sr Greuel fue elegido como su primer Presidente. En 1971, Fr. Joseph Grady, S.J., sustituye Fr. McGuigan como el pastor de la Catedral.
La Capilla de la Inmaculado Corazón de María, ubicada en la esquina sureste de la Catedral, fue remodelada en 1998 y se instaló un Árbol de la Vida de María, gracias a las contribuciones de los feligreses.